# Hunor Kelemen

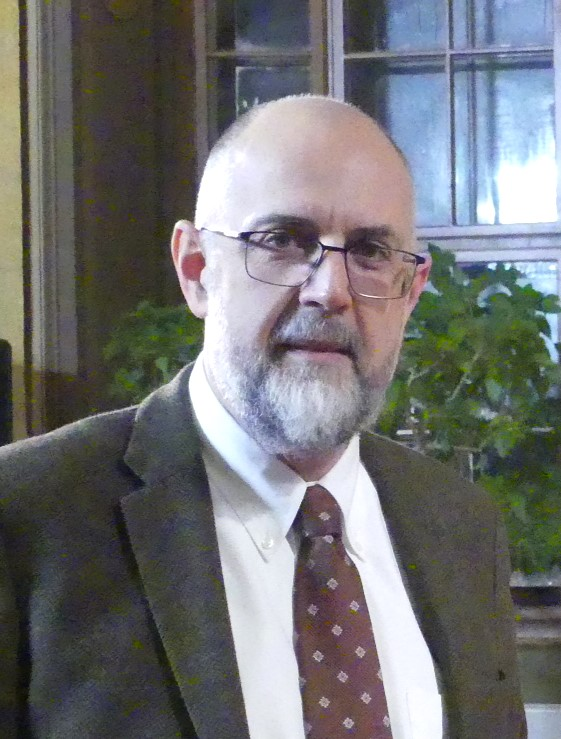
Hunor Kelemen

Hunor Kelemen (ungarisch Kelemen Hunor; * 18. Oktober 1967 in Cârța) ist ein rumänischer Tierarzt, Schriftsteller und Politiker ungarischer Volkszugehörigkeit. Er war von 2020 bis zum 15. Juni 2023 stellvertretender Ministerpräsident Rumäniens.

## Leben und Beruf
Kelemen stammt aus dem Kreis Harghita im Szeklerland in Ost-Siebenbürgen. Er begann seine Schullaufbahn im Nachbardorf Ineu, besuchte die 5. bis 8. Klasse in der Schule seiner Heimatgemeinde Cârța, legte die Hochschulreifeprüfung jedoch in der Stadt Târgu Mureș ab. Er studierte in der zweitgrößten rumänischen Stadt, Cluj-Napoca, zunächst Tiermedizin an der Universität für Agrarwissenschaften und Veterinärmedizin, wo er 1993 seinen Abschluss erlangte, und dann Philosophie an der Babeș-Bolyai-Universität mit dem Abschluss im Jahre 1998. Er ist promoviert.
Kelemen gehörte 1990 nach der rumänischen Revolution zu den Gründern der ungarischsprachigen Kulturzeitschrift Jelenlét (deutsch „Anwesenheit“). Zwischen 1990 und 1997 arbeitete er als Redakteur beim Radiosender „Radio Cluj“. Von 1993 bis 1997 arbeitete er bei der Kulturzeitung Korunk mit. 1995 und 2001 veröffentlichte er Gedichtbände und 1999 einen Roman in ungarischer Sprache.

## Politischer Werdegang
Hunor Kelemens politische Karriere begann 1997, als er zum Staatssekretär im Kulturministerium ernannt wurde. Dies blieb er, bis er im Jahr 2000 in die Abgeordnetenkammer, das Unterhaus des rumänischen Parlaments, gewählt wurde. Von Dezember 2009 bis Mai 2012 (unter den Ministerpräsidenten Emil Boc und Mihai Răzvan Ungureanu) und von März bis November 2014 (unter Ministerpräsident Victor Ponta) war er rumänischer Kulturminister. Seit Februar 2011 ist Hunor Kelemen Vorsitzender der Partei der ungarischen Minderheit in Rumänien, UDMR (ungarisch RMDSZ); seit 2009 trat er regelmäßig bei Präsidentschaftswahlen als Kandidat seiner Partei an. Ab dem 23. Dezember 2020 war er im Kabinett Cîțu und vom 25. November 2021 bis zum 15. Juni 2023 im Kabinett Ciucă stellvertretender Ministerpräsident seines Landes. Er kandidierte bei der Präsidentschaftswahl in Rumänien 2024, verpasste jedoch den Einzug in die Stichwahl.

## Privates
Kelemen ist seit 2012 verheiratet mit Éva Czézár und hat zwei Kinder.